# Arniocera guttulosa
Arniocera guttulosa är en fjärilsart som beskrevs av Jordan 1915. Arniocera guttulosa ingår i släktet Arniocera och familjen Thyrididae. Inga underarter finns listade i Catalogue of Life.